# Bruchkopf
Bruchkopf är en bergstopp i Österrike. Den ligger i distriktet Landeck och förbundslandet Tyrolen, i den västra delen av landet. Toppen på Bruchkopf är 3 013 meter över havet, eller 107 meter över den omgivande terrängen.
Den högsta punkten i närheten är Rotschragenspitze, 3 113 meter över havet, öster om Bruchkopf.
Trakten runt Bruchkopf består i huvudsak av kala bergstoppar och alpin tundra.